# Uschi Freitag
Uschi Freitag (Maastricht, 19 de agosto de 1989) es una deportista neerlandesa que compitió en saltos de trampolín.
Ganó cuatro medallas en el Campeonato Europeo de Natación entre los años 2011 y 2016.

## Palmarés internacional
| Campeonato Europeo | Campeonato Europeo       | Campeonato Europeo | Campeonato Europeo   |
| Año                | Lugar                    | Medalla            | Prueba               |
| ------------------ | ------------------------ | ------------------ | -------------------- |
| 2011               | Turín (Italia)           | Medalla de bronce  | Trampolín 3 m sincro |
| 2012               | Eindhoven (Países Bajos) | Medalla de plata   | Trampolín 3 m        |
| 2012               | Eindhoven (Países Bajos) | Medalla de bronce  | Trampolín 3 m sincro |
| 2016               | Londres (Reino Unido)    | Medalla de plata   | Trampolín 3 m        |